# دومينيك بيهان
دومينيك بيهان (بالإنجليزية: Dominic Behan) (22 أكتوبر 1928 في دبلن - 3 أغسطس 1989 في غلاسكو) كان مغني ومؤلف أيرلندي، وواحدا من أهم كُتاب الأغاني في القرن العشرين.

## روابط خارجية
- دومينيك بيهان على موقع IMDb (الإنجليزية)
- دومينيك بيهان على موقع ميوزك برينز (الإنجليزية)
- دومينيك بيهان على موقع إن إن دي بي (الإنجليزية)
- دومينيك بيهان على موقع أول ميوزيك (الإنجليزية)
- دومينيك بيهان على موقع ديسكوغز (الإنجليزية)